# Aqqalu C. Jerimiassen
Aqqalu Clasen Jerimiassen [ˈɑqːalu klæːsn̩ ˌjeɐ̯iˈmiːæsn̩] (* 24. Juli 1986 in Ilulissat) ist ein grönländischer Politiker (Atassut). 

## Leben

### Frühe Jahre
Aqqalu Jerimiassen ist der Neffe von Palle Jerimiassen, dem Bürgermeister der Avannaata Kommunia. Mit seiner Frau Najattaaq Mørch Jerimiassen hat er zwei Kinder, Tira (* 2013) und Mads (* 2016).
Aqqalu Jerimiassen arbeitete von 2009 bis 2011 als Hotelangestellter in Ilulissat und Qaqortoq. Von 2011 bis 2013 war er Oberassistent der Steuerverwaltung, arbeitete anschließend erneut drei Jahre im Hotel Arctic in Ilulissat. 2016 wurde er zum Tourismuskonsulenten der Qaasuitsup Kommunia ernannt. Von 2017 bis 2018 war er Miteigner von Ilulissat Water Safari.

### Politikkarriere
Aqqalu Jerimiassen kandidierte erstmals im Alter von 19 Jahren bei der Parlamentswahl 2005, erhielt aber nur 16 Stimmen. Bei der Wahl 2014 kandidierte er wieder, aber verpasste mit 20 Stimmen erneut einen Parlamentssitz deutlich.
2017 kandidierte er bei der Kommunalwahl und erhielt landesweit die drittmeisten Stimmen eines Kandidaten und die mit Abstand meisten in der neuen Avannaata Kommunia, wo er zum designierten Vizebürgermeister hinter seinem Onkel Palle ernannt wurde.
Bei der Parlamentswahl 2018 erlangte er erstmals einen Sitz im Inatsisartut und wurde anschließend zum Minister für Erwerb und Energie im Kabinett Kielsen III ernannt. Im April 2019 gab er an, dass er nicht davon ausgehe, dass der Klimawandel menschengemacht ist. Die Aussage löste Entrüstung bei allen Parteien aus und schließe drückte die Mehrheit ihm sein Misstrauen aus. Die Atassut nutzte dies als Gelegenheit, um die Koalition zu verlassen. Aqqalu Jerimiassen nahm daraufhin seinen Parlamentssitz wahr. Am 9. November 2019 wurde Aqqalu Jerimiassen als Nachfolger von Siverth K. Heilmann zum Vorsitzenden der Atassut ernannt. Daraufhin kündigte er einen deutlichen Kurswechsel an, wobei die Atassut sich zurück auf ihre antiseparatistischen Ursprungsprinzipien besinnen sollte.
Bei der Parlamentswahl 2021 konnte er das Wahlergebnis der Atassut leicht verbessern und verteidigte seinen Sitz im Inatsisartut. Zudem wurde er erneut in den Rat der Avannaata Kommunia gewählt.
Bei der Parlamentswahl 2025 verbesserte sich das Wahlergebnis seiner Partei ein weiteres Mal leicht. Nach der Wahl wurde die Atassut Teil der Koalition, allerdings verzichtete er auf den seiner Partei zustehenden Ministerposten im Kabinett Nielsen zugunsten von Bentiaraq Ottosen. Bei der Kommunalwahl 2025 zog er wieder in den Kommunalrat ein.